# Jerzy Chmielewski
Jerzy Chmielewski (ur. 23 kwietnia 1948 w Poznaniu) – polski filolog, slawista, dyplomata, ambasador w Jugosławii (1991–1996), Chorwacji (1997–2003), Włoszech (2008–2010) oraz Bośni i Hercegowinie (2011–2012).

## Życiorys
W 1970 ukończył studia slawistyczne i polonistyczne na Uniwersytecie Warszawskim. W latach 1970–1991 pracował w Instytucie Slawistyki tej uczelni jako wykładowca. Był również tłumaczem języków serbskiego, chorwackiego i słoweńskiego. W latach 80. współpracował z „Solidarnością”. Należał do wydawców i redaktorów drugoobiegowego czasopisma „Europa”, poświęconego problemom Europy Środkowej.
W 1991 otrzymał nominację na stanowisko Ambasadora RP w Jugosławii, które zajmował do 1996. W lipcu 1992, po wybuchu wojny w Bośni i Hercegowinie, został wezwany do Warszawy na konsultacje. Od 1992 równolegle pełnił funkcję wicedyrektora Departamentu Europy MSZ. W tym czasie doradzał kolejnym szefom dyplomacji w zakresie kształtowania polskiej polityki wobec krajów bałkańskich.
Od 1997 kierował placówką dyplomatyczną RP w Chorwacji, a po powrocie do Polski w 2003 został zastępcą dyrektora Departamentu Europy MSZ. Cztery lata później objął kierownictwo tego departamentu. W 2008 został Ambasadorem Nadzwyczajnym i Pełnomocnym RP we Włoszech, akredytowanym również w San Marino i na Malcie. Zakończył misję w 2010. Od 23 lutego 2011 do 31 grudnia 2012 sprawował funkcję Ambasadora RP w Bośni i Hercegowinie.

## Odznaczenia
- Order Podwójnego Białego Krzyża III klasy – Słowacja, 1998[3]
- Honorary Companion Narodowego Orderu Zasługi  – Malta, 2009[4]